# Talizat
Talizat – miejscowość i gmina we Francji, w regionie Owernia-Rodan-Alpy, w departamencie Cantal.
Według danych na rok 1990 gminę zamieszkiwało 637 osób, a gęstość zaludnienia wynosiła 17 osób/km² (wśród 1310 gmin Owernii Talizat plasuje się na 337. miejscu pod względem liczby ludności, natomiast pod względem powierzchni na miejscu 116.).